# Steve Denton
Steve Denton (* 5. September 1956 in Kingsville, Texas) ist ein ehemaliger US-amerikanischer Tennisspieler.

## Karriere
Denton stand im Einzel in sechs Endspielen, von denen er keines gewinnen konnte. Im Doppel erreichte er 43 Endspiele, bei denen er 19 Siege feierte. Die meisten Doppeltitel gelangen ihm mit Kevin Curren.
In den Jahren 1981 und 1982 stand Denton im Finale der Australian Open, beide Endspiele gewann Johan Kriek. 1983 gelang Denton mit seinem Landsmann Sherwood Stewart der Einzug ins Doppelfinale; sie unterlagen jedoch den Australiern Mark Edmondson und Paul McNamee mit 3:6 und 6:7.
Mit Kevin Curren gelang Denton 1982 mit einem Fünfsatzsieg der Gewinn der US Open über die US-Amerikaner Victor Amaya und Hank Pfister.
Von 1984 bis 1997 hielt Denton mit 222,1 km/h den Rekord für den schnellsten Aufschlag, bevor Mark Philippoussis diesen mit 228,5 km/h überbot.

## Erfolge
| Legende                      |
| Grand Slam (1)               |
| Masters Grand Prix           |
| Grand Prix Super Series (1)  |
| Grand Prix World Series (16) |
| ATP Challenger Tour (1)      |

| ATP-Titel nach Belag |
| Hartplatz (6)        |
| Sand (5)             |
| Rasen                |
| Teppich (7)          |

### Einzel

#### Finalteilnahmen
| Nr. | Datum             | Turnier             | Belag         | Finalgegner     | Ergebnis           |
| --- | ----------------- | ------------------- | ------------- | --------------- | ------------------ |
| 1.  | 3. Januar 1982    | Australian Open (1) | Rasen         | Johan Kriek     | 2:6, 6:7, 7:6, 4:6 |
| 2.  | 21. März 1982     | Metz                | Hartplatz (i) | Erick Iskersky  | 4:6, 3:6           |
| 3.  | 22. August 1982   | Cincinnati          | Hartplatz     | Ivan Lendl      | 2:6, 6:7           |
| 4.  | 12. Dezember 1982 | Australian Open (2) | Rasen         | Johan Kriek     | 3:6, 3:6, 2:6      |
| 5.  | 13. Februar 1983  | Richmond (1)        | Teppich (i)   | Guillermo Vilas | 3:6, 5:7, 4:6      |
| 6.  | 12. Februar 1984  | Richmond (2)        | Teppich (i)   | John McEnroe    | 3:6, 6:7           |

### Doppel

#### Turniersiege

##### ATP Tour
| Nr. | Datum            | Turnier          | Belag         | Partner        | Finalgegner                    | Ergebnis                |
| --- | ---------------- | ---------------- | ------------- | -------------- | ------------------------------ | ----------------------- |
| 1.  | 18. Februar 1980 | Denver (1)       | Teppich (i)   | Kevin Curren   | Wojciech Fibak Heinz Günthardt | 7:5, 6:2                |
| 2.  | 4. August 1980   | Indianapolis (1) | Sand          | Kevin Curren   | Wojciech Fibak Ivan Lendl      | 3:6, 7:6, 6:4           |
| 3.  | 6. Oktober 1980  | Barcelona        | Sand          | Ivan Lendl     | Pavel Složil Balázs Taróczy    | 6:2, 6:7, 6:3           |
| 4.  | 13. Oktober 1980 | Basel            | Hartplatz (i) | Kevin Curren   | Bob Hewitt Frew McMillan       | 6:7, 6:4, 6:4           |
| 5.  | 19. Januar 1981  | Monterrey        | Teppich (i)   | Kevin Curren   | Johan Kriek Russell Simpson    | 7:6, 6:3                |
| 6.  | 3. August 1981   | Indianapolis (2) | Sand          | Kevin Curren   | Raúl Ramírez Van Winitsky      | 6:3, 5:7, 7:5           |
| 7.  | 19. Oktober 1981 | Wien             | Hartplatz (i) | Tim Wilkison   | Sammy Giammalva Fred McNair    | 4:6, 6:3, 6:4           |
| 8.  | 2. November 1981 | Stockholm        | Hartplatz (i) | Kevin Curren   | Sherwood Stewart Ferdi Taygan  | 6:7, 6:4, 6:0           |
| 9.  | 1. Februar 1982  | Denver (2)       | Teppich (i)   | Kevin Curren   | Phil Dent Kim Warwick          | 6:4, 6:4                |
| 10. | 8. Februar 1982  | Memphis          | Teppich (i)   | Kevin Curren   | Peter Fleming John McEnroe     | 7:6, 4:6, 6:2           |
| 11. | 29. März 1982    | Frankfurt        | Teppich (i)   | Mark Edmondson | Tony Giammalva Tim Mayotte     | 6:7, 6:3, 6:3           |
| 12. | 12. April 1982   | Houston (1)      | Sand          | Kevin Curren   | Mark Edmondson Peter McNamara  | 7:5, 6:4                |
| 13. | 9. August 1982   | Toronto          | Hartplatz     | Mark Edmondson | Peter Fleming John McEnroe     | 6:7, 7:5, 6:2           |
| 14. | 31. August 1982  | US Open          | Hartplatz     | Kevin Curren   | Victor Amaya Hank Pfister      | 6:2, 6:7, 5:7, 6:2, 6:4 |
| 15. | 31. Januar 1983  | Philadelphia     | Teppich (i)   | Kevin Curren   | Peter Fleming John McEnroe     | 6:4, 7:6                |
| 16. | 14. März 1983    | München          | Teppich (i)   | Kevin Curren   | Balázs Taróczy Heinz Günthardt | 7:5, 2:6, 6:1           |
| 17. | 4. April 1983    | Houston (2)      | Sand          | Kevin Curren   | Mark Dickson Tomáš Šmíd        | 7:6, 6:7, 6:1           |
| 18. | 24. April 1983   | Las Vegas        | Hartplatz     | Kevin Curren   | Tracy Delatte Johan Kriek      | 6:3, 7:5                |

##### Challenger Tour
| Nr. | Datum       | Turnier      | Belag | Partner      | Finalgegner              | Ergebnis |
| --- | ----------- | ------------ | ----- | ------------ | ------------------------ | -------- |
| 1.  | 6. Mai 1979 | Indian River | Sand  | Kevin Curren | Pat Cramer Cliff Letcher | 6:4, 7:5 |

#### Finalteilnahmen
| Nr. | Datum              | Turnier            | Belag         | Partner          | Finalgegner                        | Ergebnis           |
| --- | ------------------ | ------------------ | ------------- | ---------------- | ---------------------------------- | ------------------ |
| 1.  | 11. November 1979  | Hongkong           | Hartplatz     | Jeff Turpin      | Pat DuPré Bob Lutz                 | 3:6, 4:6           |
| 2.  | 9. März 1980       | Washington         | Teppich (i)   | Kevin Curren     | Ferdi Taygan Brian Teacher         | 6:4, 3:6, 6:7      |
| 3.  | 3. August 1980     | North Conway       | Sand          | Kevin Curren     | Jimmy Connors Brian Gottfried      | 6:7, 2:6           |
| 4.  | 23. November 1980  | Bologna            | Rasen         | Paul McNamee     | Balázs Taróczy Butch Walts         | 6:2, 3:6, 0:6      |
| 5.  | 15. März 1981      | Brüssel (1)        | Teppich (i)   | Kevin Curren     | Sandy Mayer Frew McMillan          | 6:4, 3:6, 3:6      |
| 6.  | 14. Juni 1981      | Queen’s Club (1)   | Rasen         | Kevin Curren     | Pat DuPré Brian Teacher            | 6:3, 6:7, 9:11     |
| 7.  | 10. Januar 1982    | WCT Doubles Finals | Teppich (i)   | Kevin Curren     | Heinz Günthardt Balázs Taróczy     | 7:6, 3:6, 5:7, 4:6 |
| 8.  | 17. Januar 1982    | Masters            | Teppich (i)   | Kevin Curren     | Peter Fleming John McEnroe         | 3:6, 3:6           |
| 9.  | 14. März 1982      | München            | Teppich (i)   | Kevin Curren     | Mark Edmondson Tomáš Šmíd          | 6:4, 5:7, 2:6      |
| 10. | 22. August 1982    | Cincinnati         | Hartplatz     | Mark Edmondson   | Peter Fleming John McEnroe         | 2:6, 3:6           |
| 11. | 17. Oktober 1982   | Sydney Indoor      | Hartplatz (i) | Mark Edmondson   | John McEnroe Peter Rennert         | 3:6, 6:7           |
| 12. | 8. Mai 1983        | Forest Hills       | Sand          | Kevin Curren     | Tracy Delatte Johan Kriek          | 7:66, 5:7, 3:6     |
| 13. | 12. Juni 1983      | Queen’s Club (2)   | Rasen         | Kevin Curren     | Brian Gottfried Paul McNamee       | 4:6, 3:6           |
| 14. | 18. September 1983 | Dallas             | Hartplatz     | Sherwood Stewart | Nduka Odizor Van Winitsky          | 3:6, 5:7           |
| 15. | 30. Oktober 1983   | Tokio Indoor       | Teppich (i)   | John Fitzgerald  | Mark Edmondson Sherwood Stewart    | 1:6, 4:6           |
| 16. | 13. November 1983  | Wembley            | Teppich (i)   | Sherwood Stewart | Peter Fleming John McEnroe         | 3:6, 4:6           |
| 17. | 11. Dezember 1983  | Australian Open    | Rasen         | Sherwood Stewart | Mark Edmondson Paul McNamee        | 3:6, 6:7           |
| 18. | 12. Februar 1984   | Richmond           | Teppich (i)   | Kevin Curren     | John McEnroe Patrick McEnroe       | 6:7, 2:6           |
| 19. | 11. März 1984      | Brüssel (2)        | Teppich (i)   | Kevin Curren     | Tim Gullikson Tom Gullikson        | 4:6, 7:6, 6:7      |
| 20. | 25. März 1984      | Mailand            | Teppich (i)   | Kevin Curren     | Tomáš Šmíd Pavel Složil            | 4:6, 3:6           |
| 21. | 3. Februar 1985    | Memphis            | Teppich (i)   | Kevin Curren     | Tomáš Šmíd Pavel Složil            | 6:1, 3:6, 4:6      |
| 22. | 28. April 1985     | Atlanta            | Teppich (i)   | Tomáš Šmíd       | Paul Annacone Christo van Rensburg | 4:6, 3:6           |
| 23. | 23. August 1987    | Cincinnati         | Hartplatz     | John Fitzgerald  | Ken Flach Robert Seguso            | 5:7, 3:6           |
| 24. | 17. April 1988     | Tokio              | Hartplatz     | David Pate       | John Fitzgerald Johan Kriek        | 4:6, 7:6, 4:6      |